# Maurice Rozenthal
 (avril 2008).
Si vous disposez d'ouvrages ou d'articles de référence ou si vous connaissez des sites web de qualité traitant du thème abordé ici, merci de compléter l'article en donnant les références utiles à sa vérifiabilité et en les liant à la section « Notes et références ».
Maurice Rozenthal (né le 20 juin 1975 à Dunkerque en France) est un joueur professionnel français de hockey sur glace. Il est aussi membre de l'équipe de France et est le frère jumeau de François Rozenthal. Il a évolué dans plusieurs clubs français comme HC Reims, Amiens ou encore Rouen. Attaquant rapide et technique, il remporte quatre fois le trophée Albert-Hassler désignant le meilleur joueur de l'année en 1998-1999, 1999-2000, 2000-2001 et 2005-2006.
En 1994-1995, il remporte le trophée Jean-Pierre-Graff comme meilleur espoir de la ligue, récompense remportée par son frère la saison suivante.
En 14 ans de carrière, il a été champion de France 1999 avec Amiens et 2005 avec Mulhouse.

## Biographie
Les frères Rozenthal sont nés à Dunkerque le 20 juin 1975 et ils apprennent le hockey dans le club de la ville.

## Statistiques
Pour les significations des abréviations, voir Statistiques du hockey sur glace.
| Saison    | Équipe                      | Ligue              |    | Saison régulière | Saison régulière | Saison régulière | Saison régulière | Saison régulière |   | Séries éliminatoires | Séries éliminatoires | Séries éliminatoires | Séries éliminatoires | Séries éliminatoires |
| Saison    | Équipe                      | Ligue              | PJ | B                | A                | Pts              | Pun              | PJ               | B | A                    | Pts                  | Pun                  |                      |                      |
| 1992-1993 | HG Dunkerque                | Nationale 2        | 16 | 11               | 10               | 21               | 10               | -                | - | -                    | -                    | -                    |                      |                      |
| 1993-1994 | HG Dunkerque                | Nationale 2        | 17 | 15               | 11               | 26               | 10               | 6                | 5 | 8                    | 13                   | 14                   |                      |                      |
| 1994-1995 | HC Reims                    | Élite              | 19 | 13               | 14               | 27               | 4                | 8                | 4 | 3                    | 7                    | 6                    |                      |                      |
| 1995-1996 | HC Reims                    | Élite              | 24 | 10               | 13               | 23               | 10               | 10               | 2 | 5                    | 7                    | 10                   |                      |                      |
| 1996-1997 | Club des patineurs lyonnais | Nationale 1A       | 31 | 20               | 28               | 48               | 69               | 6                | 5 | 9                    | 14                   | 10                   |                      |                      |
| 1997-1998 | HC Amiens Somme             | LEH                | 5  | 2                | 1                | 3                | 10               | -                | - | -                    | -                    | -                    |                      |                      |
| 1997-1998 | HC Amiens                   | Élite              | 39 | 15               | 21               | 36               | 54               | -                | - | -                    | -                    | -                    |                      |                      |
| 1998-1999 | HC Amiens                   | Coupe continentale |    |                  |                  |                  |                  |                  |   |                      |                      |                      |                      |                      |
| 1998-1999 | HC Amiens                   | Élite              | 45 | 27               | 37               | 64               | 34               | -                | - | -                    | -                    | -                    |                      |                      |
| 1999-2000 | HC Amiens                   | LEH                | 6  | 0                | 1                | 1                | 6                | -                | - | -                    | -                    | -                    |                      |                      |
| 1999-2000 | HC Amiens                   | Élite              | 40 | 27               | 18               | 45               | 27               | -                | - | -                    | -                    | -                    |                      |                      |
| 2000-2001 | HC Amiens                   | Élite              |    | 21               | 18               | 39               |                  | -                | - | -                    | -                    | -                    |                      |                      |
| 2001-2002 | IF Björklöven               | Allsvenskan        | 31 | 17               | 14               | 31               | 40               | -                | - | -                    | -                    | -                    |                      |                      |
| 2001-2002 | IF Björklöven               | Superallsvenskan   | 13 | 2                | 4                | 6                | 10               | 13               | 2 | 5                    | 7                    | 14                   |                      |                      |
| 2002-2003 | IF Björklöven               | Allsvenskan        | 26 | 11               | 13               | 24               | 22               | -                | - | -                    | -                    | -                    |                      |                      |
| 2002-2003 | IF Björklöven               | Superallsvenskan   | 14 | 1                | 4                | 5                | 6                | 3                | 0 | 0                    | 0                    | 6                    |                      |                      |
| 2003-2004 | Rouen HE                    | Super 16           | 14 | 9                | 16               | 25               | 6                | -                | - | -                    | -                    | -                    |                      |                      |
| 2003-2004 | Leksands IF                 | Elitserien         | 10 | 0                | 1                | 1                | 2                | 6                | 0 | 0                    | 0                    | 0                    |                      |                      |
| 2004-2005 | HC Mulhouse                 | Ligue Magnus       | 26 | 12               | 11               | 23               | 34               | 10               | 5 | 8                    | 13                   | 8                    |                      |                      |
| 2005-2006 | Ours de Villard-de-Lans     | Ligue Magnus       | 25 | 18               | 11               | 29               | 38               | 3                | 2 | 2                    | 4                    | 4                    |                      |                      |
| 2006-2007 | Ours de Villard-de-Lans     | Ligue Magnus       | 24 | 13               | 15               | 28               | 34               | 4                | 1 | 0                    | 1                    | 4                    |                      |                      |
| 2007-2008 | HC Morzine-Avoriaz          | Ligue Magnus       | 25 | 11               | 22               | 33               | 78               | 6                | 3 | 3                    | 6                    | 10                   |                      |                      |
| 2008-2009 | HC Morzine-Avoriaz          | Ligue Magnus       | 26 | 9                | 25               | 34               | 38               | 6                | 1 | 1                    | 2                    | 14                   |                      |                      |
| 2009-2010 | Toulouse Blagnac HC         | Division 2         | 15 | 25               | 15               | 40               | 60               | 8                | 4 | 12                   | 16                   | 12                   |                      |                      |
| 2010-2011 | Toulouse Blagnac HC         | Division 1         | 24 | 16               | 22               | 38               | 45               | -                | - | -                    | -                    | -                    |                      |                      |
| 2011-2012 | HG Dunkerque                | Division 1         | 25 | 11               | 25               | 36               | 34               | -                | - | -                    | -                    | -                    |                      |                      |
| 2012-2013 | HG Dunkerque                | Division 1         | 24 | 21               | 16               | 37               | 52               | -                | - | -                    | -                    | -                    |                      |                      |

## Trophées et honneurs personnels
- 1994-1995 :  trophée Jean-Pierre-Graff du meilleur espoir
- 1998-1999
  - Champion de France avec Amiens
  - trophée Albert-Hassler du meilleur joueur
- 1999-2000 : trophée Albert-Hassler du meilleur joueur
- 2000-2001 : trophée Albert-Hassler du meilleur joueur
- 2004-2005 :
  - Sélectionné dans la première équipe type de la saison
  - Champion de France avec Mulhouse
- 2005-2006
  - Sélectionné dans la première équipe type de la saison
  - trophée Albert-Hassler du meilleur joueur
- 2006-2007 : sélectionné dans la première équipe type de la saison
- 2007-2008 : sélectionné dans la première équipe type de la saison